# Une mort de style colonial
Pour plus de détails, voir Fiche technique et Distribution.
Une mort de style colonial est un documentaire de la collection « Assassinats politiques » de Michell Noll, réalisé par Thomas Giefer en 2008, traitant de l'ascension et de la chute de l'une des figures historique de l'Afrique contemporaine, Patrice Lumumba.

## Synopsis
L’ascension puis la chute de Patrice Lumumba - en trois mois seulement - fut un drame historique aux allures épiques. Dès le premier jour, sa prise de fonction en tant que Premier Ministre de la République nouvellement indépendante fut entachée par des révoltes, des luttes tribales et la sécession de régions entières. La menace la plus forte était la sécession de la riche région du Katanga, conduite par Moïse Tshombe, qui reçut un soutien massif de la Belgique. Deux camps se dressent l'un contre l'autre nantis d'armes prises à l'ancienne Force Publique de la colonie.
Lumumba fait appel, pour recevoir une assistance aux États-Unis, qui ne veulent pas envoyer des militaires afin d'éviter toute provocation à l'égard de l'URSS. Lumumba appelle alors les Nations unies à l'aide. Mais l'ONU n'envoie que des troupes internationales hétéroclites venues des pays neutres du tiers-monde et peu aptes à une action efficace bien que leur direction soit confiée à des officiers d'un pays neutre européen, la Suède. La mission de ces troupes, dont le casque reçoit une couche de couleur bleue destinée à leur permettre de se reconnaître entre elles, se limite à des tentatives d'interposition passive entre les camps opposés. Lumumba n'hésite pas, alors, à se tourner vers l’URSS, en appelant à son intervention militaire. Mais le gouvernement soviétique ne peut envoyer des troupes à faute de se heurter aux Belges membres de l'OTAN et qui seraient, dans ce cas, soutenus par les américains par le jeu des alliances. De plus, le camp occidental ne peut accepter de voir tomber sous l'influence soviétique le Congo avec ses richesses en minerais dont l'uranium. De plus, le Congo, par sa position géographique centrale en Afrique, offre une situation idéale pour lancer une politique de subversion et de conquête vers les pays voisins. Ces facteurs à la fois économiques et politiques scellent le destin de Lumumba. Renversé par son rival Kasavubu, il est fait prisonnier par son ancien collègue Mobutu et livré à son ennemi juré Moïse Tshombe. Celui-ci entend bien profiter de l'occasion pour éliminer définitivement celui qu'il considère comme l'ennemi public no 1. 
La mort de Patrice Lumumba et de ses compagnons est rapidement connue. Mais les thèses sur la façon dont cela s'est passé et sur les responsabilités varient dès le début. À l’instar de la majorité des conspirateurs impliqués dans le meurtre commis de sang-froid de Patrice Lumumba et de deux de ses ministres, Okito et Mpolo, l’inspecteur de police Gerhard Soete gardera le silence pendant près de quarante ans. D'après lui, et selon des historiens et journalistes, il s'agit d'un assassinat de sang froid qui, bien que s’étant déroulé au cœur même de l’Afrique, a été commandité dans les capitales de l’Europe de l’Ouest avec l'appui de Washington.

## Fiche technique
- Titre : Une mort de style colonial
- Réalisateur : Thomas Giefer
- Production : ICTV Solférino, Quartier Latin Media, Télévision Suisse Romande TSR, WDR (Westdeutschen Rundfunks)
- Langue : français
- Versions existantes : Français, Anglais
- Format : vidéo
- Genre : documentaire politique
- Durée : 52 minutes
- Date de réalisation : 2008